# Anolis tropidonotus
Espèce
Synonymes
- Norops tropidonotus (Peters, 1863)
- Norops tropidonotus tropidonotus (Peters, 1863)
- Norops auratus O’Shaughnessy, 1869
- Norops yucatanicus Barbour & Cole, 1906
- Norops tropidonotus spilorhipis (Álvarez del Toro & Smith, 1956)

Anolis tropidonotus est une espèce de sauriens de la famille des Dactyloidae.

## Répartition
Cette espèce se rencontre au Veracruz, en Oaxaca, au Campeche, au Yucatán et au Quintana Roo au Mexique, au Belize, au Guatemala, au Honduras, au Nicaragua et au Salvador.

## Liste des sous-espèces
Selon The Reptile Database (12 janvier 2013) :
- Anolis tropidonotus spilorhipis Álvarez del Toro & Smith, 1956
- Anolis tropidonotus tropidonotus Peters, 1863

## Publications originales
- Álvarez del Toro & Smith, 1956 : Notulae herpetologicae Chiapasiae. I. Herpetologica, vol. 12, p. 3-17.
- Peters, 1863 : Über einige neue Arten der Saurier-Gattung Anolis. Monatsberichte der Königlich preussischen Akademie der Wissenschaften zu Berlin, vol. 1863, p. 135-149 (texte intégral).